# Club Voleibol Playas de Benidorm
Club Voleibol Playas de Benidorm est un club espagnol de volley-ball fondé en 2009 et basé à Benidorm, évolue au plus haut niveau national (Superliga).

## Effectifs

### Saison 2010-2011
Entraîneur : David López Egea  Espagne 